# Pomeni imen asteroidov: 10001–11000
Pregled pomenov imen asteroidov (malih planetov) od številke 10001 do 11000, ki jim je Središče za male planete dodelilo številko in so pozneje dobili tudi uradno ime  v skladu z dogovorjenim načinom imenovanja. Pregled je preverjen z Schmadelovim “Slovarjem imen malih planetov” (“Dictionary of Minor Planet Names”). Izvor nekaterih imen je pojasnjen tudi v Okrožnicah centra za male planete (“Minor Planet Circulars” ali MPC). Kadar se pojasnilo najde tudi v reviji “Nebo in teleskop” (Sky and Telescope) (S&T), je to navedeno. 
Pregled pojasnjuje izvor oziroma pomen imen asteroidov, ki ga je priznala Mednarodna astronomska zveza (IAU). Nekateri asteroidi imajo imajo dodatno pojasnilo o izvoru imena, ki pa vedno ni popolnoma zanesljivo (oznaka “†”). Pojasnilo o izvoru imena, ki je označeno z * je potrebno preveriti ali poiskati še v “Slovarju imen malih planetov”.
| Ime                    | Začasna oznaka | Izvor imena |
| 10001–10100            | 10001–10100    | 10001–10100 |
| ---------------------- | -------------- | --- |
| 10001 Palermo          | 1969 TM1       | mesto Palermo, Sicilija, kjer so odkrili asteroid 1 Ceres * |
| 10002 Bagdasarian      | 1969 TQ1       | Aleksandr Sergeevič Bagdasarjan, ruski (armenski?) inženir elektronike in radijske tehnike † |
| 10004 Igormakarov      | 1975 VV2       | * |
| 10005 Chernega         | 1976 SS2       | Nikolai Akimovič Černega, strokovnjak za astrometrijo na Astronomskem observatoriju Kijevske univerze † |
| 10006 Sessai           | 1976 UR15      | * |
| 10007 Malytheatre      | 1976 YF3       | Maly Theatre (Mali teater) (celotno ime v ruščini Государственный академический Малый театр России), Moskva (tudi Hiša Ostrovskega in "Druga moskovska univerza"), najstarejše rusko gledališče (osnovano leta 1756) †                                                        |
| 10008 Raisanyo         | 1977 DT2       | * |
| 10009 Hirosetanso      | 1977 EA6       | * |
| 10010 Rudruna          | 1978 PW3       | * |
| 10011 Avidzba          | 1978 QY1       | * |
| 10012 Tmutarakania     | 1978 RE3       | * |
| 10013 Stenholm         | 1978 RR8       | Björn Stenholm, švedski astronom † Arhivirano 2008-08-04 na Wayback Machine. |
| 10014 Shaim            | 1978 SE3       | * |
| 10015 Valenlebedev     | 1978 SA5       | Valentin Vitaljevič Lebedjev, ruski kozmonavt in pisatelj, ustanovitelj in predstojnik Znanstvenega geoinformacijskega središča pri Ruski akademiji znanosti † |
| 10016 Yugan            | 1978 SW7       | * |
| 10021 Henja            | 1979 QC1       | Karin Henja, švedski prevajalec križank † Arhivirano 2008-08-04 na Wayback Machine. |
| 10022 Zubov            | 1979 SU2       | * |
| 10023 Vladifedorov     | 1979 WX3       | * |
| 10024 Marthahazen      | 1980 EB        | Martha L. Hazen svetovalka, predsednica in tajnica pri Ameriški zvezi opazovalcev spremenljivih zvezd (American association of Variable Star Observers ali AAVSO) † Arhivirano 2007-04-05 na Wayback Machine.*                                                                |
| 10025 Rauer            | 1980 FO1       | Heike Rauer, nemški astronom † Arhivirano 2008-08-04 na Wayback Machine. |
| 10027 Perozzi          | 1981 FL        | * |
| 10028 Bonus            | 1981 JM2       | Shelley R. Bonus, ameriška astronomka, pomagala je pri organizaciji arhiva plošč na Observatoriju Palomar, veliko časa je posvetila tudi širjenju zanimanja za astronomijo s pomočjo predstavitev in predavanj na planetariju † ‡                                             |
| 10029 Hiramperkins     | 1981 QF        | Hiram Perkins, profesor matematike in asttronomije na Univerzi Ohio Wesleyan in ustanovitelj Observatorija Perkins * |
| 10030 Philkeenan       | 1981 QG        | Philip Childs Keenan, ameriški astronom* |
| 10031 Vladarnolda      | 1981 RB2       | Vladimir Igorjevič Arnold, ruski matematik † |
| 10034 Birlan           | 1981 YG        | Mirel Birlan, romunski astronom † Arhivirano 2012-07-17 na Wayback Machine. |
| 10036 McGaha           | 1982 OF        | James E. McGaha, ameriški astronom* |
| 10039 Keet Seel        | 1984 LK        | Keet Seel, izredno dobro ohranjeno predzgodovnsko strmo pobočje v kanjonu Tsegi, ki je sedaj Navajski nacionalni spomenik v severni Arizoni (zmagovalec na Flagstaffskem festivalu imenovanja asteroidov leta 1998) † Arhivirano 2016-03-03 na Wayback Machine.               |
| 10041 Parkinson        | 1985 HS1       | * |
| 10042 Budstewart       | 1985 PL        | * |
| 10043 Janegann         | 1985 PN        | * |
| 10044 Squyres          | 1985 RU        | Steven W. Squyres, ameriški planetolog* |
| 10049 Vorovich         | 1986 TZ11      | * |
| 10050 Rayman           | 1987 MA1       | * |
| 10051 Albee            | 1987 QG6       | * |
| 10054 Solomin          | 1987 SQ17      | * |
| 10055 Silcher          | 1987 YC1       | * |
| 10057 L'Obel           | 1988 CO1       | Matthias de L'Obel (Matthaeus Lobelius), francoski botanik in zdravnik Williama I. in Jakoba I. Angleškega* |
| 10060 Amymilne         | 1988 GL        | Amy Rae Milne, kanadski okoljevastvenik † Arhivirano 2005-08-29 na Wayback Machine. |
| 10061 Ndolaprata       | 1988 PG1       | Ndola de Jesus Veiga Prata, angolski zdravnik in strokovnjak za javno zdravje † |
| 10067 Bertuch          | 1989 AL6       | * |
| 10068 Dodoens          | 1989 CT2       | Rembert Dodoens, flamski zdravnik * |
| 10069 Fontenelle       | 1989 CW2       | Bernard le Bovier de Fontenelle, francoski pisatelj * |
| 10070 Liuzongli        | 1989 CB8       | * |
| 10078 Stanthorpe       | 1989 UJ3       | mesto vina Stanthorpe, Avstralija † |
| 10079 Meunier          | 1989 XD2       | * |
| 10088 Digne            | 1990 SG8       | * |
| 10089 Turgot           | 1990 SS9       | Anne Robert Jacques Turgot, Baron de Laune, francoski ekonomist* |
| 10090 Sikorsky         | 1990 TK15      | Igor Ivanovič Sikorsky (rusko : И́горь Ива́нович Сико́рский, ukrajinsko : Ігор Іванович Сікорський) rusko-ameriški letalski inženir in konstrukter * |
| 10091 Bandaisan        | 1990 VD3       | gora Bandai, japonski aktivni vulkan v prefekturi Fukosima † |
| 10092 Sasaki           | 1990 VD4       | * |
| 10093 Diesel           | 1990 WX1       | Rudolf Diesel, nemški izumitelj motorjev z notranjim zgorevanjem , ki jih imenujemo dizel * |
| 10094 Eijikato         | 1991 DK        | * |
| 10095 Johannlöwe       | 1991 RP2       | Johann Carl Gottfried Löwe, nemški skladatelj * |
| 10099 Glazebrook       | 1991 VB9       | Karl Glazebrook, britanski astronom * |
| 10100 Bürgel           | 1991 XH1       | Bruno Hans Bürgel, nemški astronom* |
| 10101–10200            |                | |
| 10101 Fourier          | 1992 BM2       | Joseph Fourier (1768 – 1830), francoski matematik* |
| 10102 Digerhuvud       | 1992 DA6       | Digerhuvud, področje na otoku Gotland, Švedska † Arhivirano 2008-08-04 na Wayback Machine. |
| 10103 Jungfrun         | 1992 DB9       | Jungfrun, največji morski sklad na otoku Gotland, Švedska † Arhivirano 2008-08-04 na Wayback Machine. |
| 10104 Hoburgsgubben    | 1992 EY9       | Hoburgsgubben, sklad na otoku Gotland, Švedska † Arhivirano 2008-08-04 na Wayback Machine. |
| 10105 Holmhällar       | 1992 EM12      | Holmhällar področje otoka Gotland, Švedska † Arhivirano 2008-08-04 na Wayback Machine. |
| 10106 Lergrav          | 1992 EV15      | Lergrav, ]], morski sklad na otoku Gotland, Švedska † Arhivirano 2008-08-04 na Wayback Machine. |
| 10107 Kenny            | 1992 FW1       | Kenneth Robert Steel, oče odkritelja † |
| 10108 Tomlinson        | 1992 HM        | * |
| 10111 Fresnel          | 1992 OO1       | Augustin-Jean Fresnel, francoski fizik* |
| 10114 Greifswald       | 1992 RZ        | mesto Greifswald, Nemčija* |
| 10116 Robertfranz      | 1992 SJ2       | * |
| 10117 Tanikawa         | 1992 TW        | * |
| 10119 Remarque         | 1992 YC1       | Erich Maria Remarque (1898 – 1970), nemški pisatelj * |
| 10120 Ypres            | 1992 YH2       | občina Ypres, Belgija* |
| 10121 Arzamas          | 1993 BS4       | mesto Arzamas (rusko Арзама́с), Rusija na reki Teša † |
| 10122 Fröding          | 1993 BC5       | Gustav Fröding (1860 – 1911), švedski pesnik in časnikar, mnoge njegove pesmi je uglasbil Sibelius † |
| 10123 Fideöja          | 1993 FJ16      | Fide in Öja, grofije na otoku Gotland, Švedska † Arhivirano 2008-08-04 na Wayback Machine. |
| 10124 Hemse            | 1993 FE23      | Hemse, Gotland, Švedska † |
| 10125 Stenkyrka        | 1993 FB24      | Stenkyrka, obalna župnija na otoku Gotland, Švedska † |
| 10126 Lärbro           | 1993 FW24      | Lärbro, Gotland, Švedska † |
| 10127 Fröjel           | 1993 FF26      | Fröjel, Gotland, Švedska † |
| 10128 Bro              | 1993 FT31      | Bro, župnija na otoku Gotland, Švedska, kjer so našli stare nagrobne spomenike iz bronaste dobe, kjer bi naj bil pokopan Baldur † |
| 10129 Fole             | 1993 FO40      | Fole, župnija na otoku Gotland, Švedska, kjer je dobro ohranjena srednjeveška hiša Vatlings † |
| 10130 Ardre            | 1993 FJ50      | Ardre, župnija na vzhodni starni otoka Gotland, Švedska † |
| 10131 Stånga           | 1993 FP73      | mesto Stånga, Gotland, Švedska, kjer so vsako leto poletne igre vse od leta 1924 † |
| 10132 Lummelunda       | 1993 FL84      | Lummelunda, Gotland, Švedska, where a 4-km long cave is found † |
| 10136 Gauguin          | 1993 OM3       | Paul Gauguin, francoski slikar* |
| 10137 Thucydides       | 1993 PV6       | Tukidid, starogrški zgodovinar * |
| 10138 Ohtanihiroshi    | 1993 SS1       | Ohtani Hiroši [[Japonskaci\|japonski]] astronom |
| 10139 Ronsard          | 1993 ST4       | Pierre de Ronsard (1524 – 1585), francoski pesnik* |
| 10140 Villon           | 1993 SX4       | François Villon (okoli 1431 – 1463), francoski pesnik* |
| 10141 Gotenba          | 1993 VE        | * |
| 10142 Sakka            | 1993 VG1       | * |
| 10143 Kamogawa         | 1994 AP1       | * |
| 10146 Mukaitadashi     | 1994 CV1       | * |
| 10147 Mizugatsuka      | 1994 CK2       | park Mizugatsuka blizu gore Fuji* |
| 10148 Shirase          | 1994 GR9       | * |
| 10149 Cavagna          | 1994 PA        | Marco Cavagna (1958 – 2005), italijanski ljubiteljski astronom † Arhivirano 2008-08-01 na Wayback Machine. |
| 10151 Rubens           | 1994 PF22      | Peter Paul Rubens (1577 – 1640), flamski slikar † Arhivirano 2007-06-30 na Wayback Machine. |
| 10152 Ukichiro         | 1994 RJ11      | * |
| 10153 Goldman          | 1994 UB        | Stuart J. Goldman, izdajatelj revije Nebo in teleskop (Sky & Telescope) |
| 10154 Tanuki           | 1994 UH        | * |
| 10155 Numaguti         | 1994 VZ2       | * |
| 10157 Asagiri          | 1994 WE1       | * |
| 10158 Taroubou         | 1994 XK        | * |
| 10159 Tokara           | 1994 XS4       | otoki Tokara, južna Japonska † Arhivirano 2007-09-28 na Wayback Machine. |
| 10160 Totoro           | 1994 YQ1       | * |
| 10161 Nakanoshima      | 1994 YZ1       | Nakanošima, največji med otoki Tokara, Japonska, kjer je slikovita gora Ontake † Arhivirano 2007-09-28 na Wayback Machine. |
| 10162 Issunboushi      | 1995 AL        | * |
| 10163 Onomichi         | 1995 BH1       | * |
| 10164 Akusekijima      | 1995 BS1       | otok Akusekijima, pripada otokom Tokara, Japonska, znan po vroči pomladi † Arhivirano 2007-09-28 na Wayback Machine. |
| 10166 Takarajima       | 1995 BN3       | Takarajima, najjužnejši naseljeni otok iz skupine otokov Tokara, Japonska, znan je kot vzorec Robertu Louisu Stevensona za Otok zakladov † Arhivirano 2007-09-28 na Wayback Machine.                                                                                          |
| 10167 Yoshiwatiso      | 1995 BQ15      | Jošikazu Vatanabe, japonski opazovalec meteorjev, član zbora Orientalske astronomske zveze in poznavalec zgodovinskih zapisov o kometih in meteorjih † |
| 10168 Stony Ridge      | 1995 CN        | Observatorij Stony Ridge, namenjen ljubiteljskim astronomom v Kaliforniji † Arhivirano 2005-02-04 na Wayback Machine. |
| 10169 Ogasawara        | 1995 DK        | * |
| 10170 Petrjakeš        | 1995 DA1       | Petr Jakeš, češki geolog in geokemik † |
| 10171 Takaotengu       | 1995 EE8       | Takaotengu, legendarno nadnaravno bitje iz gore Takao † |
| 10172 Humphreys        | 1995 FW19      | * |
| 10173 Hanzelkazikmund  | 1995 HA        | Miroslav Zikmund in Jiří Hanzelka, češka popotnika, fotografa in dokumentarista † |
| 10174 Emička           | 1995 JD        | Ema Moravcová, hčerka odkritelja † |
| 10175 Aenona           | 1996 CR1       | mesto Nin, fHrvaška |
| 10176 Gaiavettori      | 1996 CW7       | * |
| 10177 Ellison          | 1996 CK9       | Mervyn Archdall Ellison, irski astronom* |
| 10178 Iriki            | 1996 DD        | Iriki, zgodovinsko mesto v pokrajini Satuma, prefektura Kagošima, Japonska † Arhivirano 2007-09-28 na Wayback Machine. |
| 10179 Ishigaki         | 1996 DE        | * |
| 10181 Davidacomba      | 1996 FP3       | C. David A. Comba iz Zveze rudosledcev Kanade ?* |
| 10182 Junkobiwaki      | 1996 FL5       | * |
| 10183 Ampère           | 1996 GV20      | André-Marie Ampère (1775 – 1836), francoski fizik* |
| 10184 Galvani          | 1996 HC19      | Luigi Galvani (1737 – 1798), italijanski fizik* |
| 10185 Gaudi            | 1996 HD21      | Antoni Gaudí (1852 – 1926), katalonski arhitekt * |
| 10186 Albéniz          | 1996 HD24      | * |
| 10188 Yasuoyoneda      | 1996 JY        | * |
| 10189 Normanrockwell   | 1996 JK16      | Norman Rockwell (1894 – 1978), ameriški umetnik * |
| 10193 Nishimoto        | 1996 PR1       | * |
| 10195 Nebraska         | 1996 RS5       | Nebraska, USA* |
| 10197 Senigalliesi     | 1996 UO        | * |
| 10198 Pinelli          | 1996 XN26      | * |
| 10199 Chariklo         | 1997 CU26      | Harikla, nimfa iz grške mitologije, žena Hirona * |
| 10200 Quadri           | 1997 NZ2       | * |
| 10201–10300            |                | |
| 10201 Korado           | 1997 NL6       | Korado Korlević, hrvaški astronom |
| 10203 Flinders         | 1997 PQ        | Matthew Flinders (1774 – 1814), britanski navigator in raziskovalec ali njegov vnuk egiptolog Flinders Petrie* |
| 10204 Turing           | 1997 PK1       | Alan Turing (1912 – 1954), britanski matematik, logik, kriptograf in računalniški strokovnjak * |
| 10205 Pokorný          | 1997 PX1       | Zdeněk Pokorný, češki astronom † |
| 10207 Comeniana        | 1997 QA        | * |
| 10209 Izanaki          | 1997 QY1       | * |
| 10210 Nathues          | 1997 QV3       | * |
| 10211 La Spezia        | 1997 RG3       | * |
| 10213 Koukolík         | 1997 RK7       | František Koukolík, češki nevropatolog in popularizator znanosti † |
| 10215 Lavilledemirmont | 1997 SQ        | Henri de la Ville de Mirmont ali Jean de la Ville de Mirmont, francoska pisatelja * |
| 10216 Popastro         | 1997 SN3       | * |
| 10217 Richardcook      | 1997 SN4       | * |
| 10218 Bierstadt        | 1997 SJ23      | * |
| 10219 Penco            | 1997 UJ5       | Umberto Penco, italijanski fizik na Univerzi v Pisi† Arhivirano 2008-08-01 na Wayback Machine. |
| 10220 Pigott           | 1997 UG7       | * |
| 10221 Kubrick          | 1997 UM9       | Stanley Kubrick (1928 – 1999), ameriški filmski režiser * |
| 10222 Klotz            | 1997 UV10      | Alain Klotz, francoski astronom* |
| 10223 Zashikiwarashi   | 1997 UD11      | * |
| 10226 Seishika         | 1997 VK5       | * |
| 10227 Izanami          | 1997 VO6       | * |
| 10233 Le Creusot       | 1997 XQ2       | * |
| 10234 Sixtygarden      | 1997 YB8       | 60 Garden Street, naslov Harvard-Smithsonianovega centra za astrofiziko † |
| 10237 Adzic            | 1998 SJ119     | * |
| 10239 Hermann          | 1998 TY30      | * |
| 10241 Miličević        | 1999 AU6       | Nikola Miličević, hrvaški astronom in zadnji uradnik na samostanu Blaca (sedaj Pustinja Blaca, "Puščava Blaca") na Braču, Hrvaška † |
| 10242 Wasserkuppe      | 2808 P-L       | Wasserkuppe, visoka planota v zvezni deželi Hessen, Nemčija* |
| 10243 Hohe Meissner    | 3553 P-L       | gorski masiv Hohe Meissner, Nemčija* |
| 10244 Thüringer Wald   | 4668 P-L       | Turinški gozd (Thüringer Wald), Turingija, Nemčija * |
| 10245 Inselsberg       | 6071 P-L       | gora Inselsberg, Nemčija* |
| 10246 Frankenwald      | 6381 P-L       | gorovje Frankenwald, Nemčija * |
| 10247 Amphiaraos       | 6629 P-L       | * |
| 10248 Fichtelgebirge   | 7639 P-L       | gorovje Fichtelgebirge, Nemčija * |
| 10249 Harz             | 9515 P-L       | gorovje Harz, Nemčija* |
| 10250 Hellahaasse      | 1252 T-1       | Hella S. Haasse, nizozemski romanopisec † |
| 10251 Mulisch          | 3089 T-1       | Harry Mulisch, nizozemski pisatelj † |
| 10252 Heidigraf        | 4164 T-1       | Heidi Graf, nekdanj vodja ESTEC komunikacijskega urada (1977-2006) pri Evropski vesoljski agenciji (European Space Agency ali ESA); |
| 10253 Westerwald       | 2116 T-2       | gorovje Westerwald, Nemčija * |
| 10254 Hunsrück         | 2314 T-2       | gorovje Hunsrück, Nemčija * |
| 10255 Taunus           | 3398 T-3       | gorovje Taunus, Nemčija * |
| 10256 Vredevoogd       | 4157 T-3       | Loek Vredevoogd, nekdanji predsednik Šole za poslovodstvo pri Univerzi v Leidenu † |
| 10257 Garecynthia      | 4333 T-3       | * |
| 10259 Osipovyurij      | 1972 HL        | * |
| 10261 Nikdollezhal'    | 1974 QF1       | * |
| 10262 Samoilov         | 1975 TQ3       | * |
| 10263 Vadimsimona      | 1976 SE5       | * |
| 10264 Marov            | 1978 PH3       | * |
| 10265 Gunnarsson       | 1978 RY6       | Marcus Gunnarsson, švedski astronom † Arhivirano 2008-08-04 na Wayback Machine. |
| 10266 Vladishukhov     | 1978 SA7       | Vladimir Grigorjevič Šuhov (rusko Владимир Григорьевич Шухов) (1853 – 1939), ruski inženir * |
| 10269 Tusi             | 1979 SU11      | Nasir at Tusi (1201 – 12749) perzijski filozof, matematik, astronom, teolog, zdravnik, in erudit † |
| 10270 Skoglöv          | 1980 FX3       | Erik Skoglöv, švedski astronom † Arhivirano 2008-08-04 na Wayback Machine. |
| 10283 Cromer           | 1981 JE2       | * |
| 10285 Renémichelsen    | 1982 QX1       | René Michelsem, danski astronom † Arhivirano 2008-08-04 na Wayback Machine. |
| 10286 Shnollia         | 1982 SM6       | * |
| 10287 Smale            | 1982 UK7       | * |
| 10288 Saville          | 1983 WN        | * |
| 10289 Geoffperry       | 1984 QS        | Geoffrey Perry (1927 – 2000), učitelj fizike na Kettering Grammar School* |
| 10290 Kettering        | 1985 SR        | Skupina Kettering, skupina, ki jo je ustanovil Geoffrey Perry za zasledovanje in določanje poti umetnih satelitov* |
| 10293 Pribina          | 1986 TU6       | * |
| 10295 Hippolyta        | 1988 GB        | Hipolita, kraljica Amazonk iz grške mitologije * |
| 10300 Tanakadate       | 1989 EG1       | Aikitsu Tanakadate (piše se tudi kot Aikitu Tanakadate), japonski geofizik, ustanovitelj Mednarodnega inštituta zemljepisne širine (International Latitude Observatory) v Mizusavi †                                                                                          |
| 10301–10400            |                | |
| 10301 Kataoka          | 1989 FH        | * |
| 10303 Fréret           | 1989 RD2       | * |
| 10304 Iwaki            | 1989 SY        | * |
| 10305 Grignard         | 1989 YP5       | * |
| 10306 Pagnol           | 1990 QY        | Marcel Pagnol, francoski romanopisec, dramatik in filmar * |
| 10310 Delacroix        | 1990 QZ8       | Eugène Delacroix (1798 – 1863), francoski slikar* |
| 10311 Fantin-Latour    | 1990 QL9       | Henri Fantin-Latour (1836 – 1904), francoski slikar* |
| 10313 Vanessa-Mae      | 1990 QW17      | Vanessa-Mae (Vanakorn Nicholson), singapursko-britanski violinist * |
| 10315 Brewster         | 1990 SC4       | David Brewster (1781 – 1868), škotski znanstvenik * |
| 10316 Williamturner    | 1990 SF9       | William Turner (1508 – 1568), britanski ornitolog in botanik* |
| 10318 Sumaura          | 1990 TX        | * |
| 10319 Toshiharu        | 1990 TB1       | * |
| 10320 Reiland          | 1990 TR1       | C. Thomas Reiland, dolgoletni član Ljubiteljske astronomske zveze Pittsburgha, ustanovitelj Observatorija Nicholasa E. Wagmana, verjetno prvi opazovalec, ki je zadostil zahtevam Messierjevega maratona *                                                                    |
| 10321 Rampo            | 1990 UN2       | Rampo Edogawa (1894 – 1965) znan tudi kot Hirai Taro, japonski pisatelj in kritik † |
| 10322 Mayuminarita     | 1990 VT1       | * |
| 10323 Frazer           | 1990 VW6       | * |
| 10324 Vladimirov       | 1990 VB14      | * |
| 10325 Bexa             | 1990 WB2       | * |
| 10326 Kuragano         | 1990 WS2       | * |
| 10327 Batens           | 1990 WQ6       | * |
| 10330 Durkheim         | 1991 GH3       | Emil Durkheim (1858 – 1917), francoski sociolog * |
| 10331 Peterbluhm       | 1991 GM10      | Peter Bluhm, nemški ljubiteljski astronom † ‡ |
| 10332 Défi             | 1991 JT1       | Défi Corporatif Canderel, kanadski dogodek namenjen fundaciji raziskav raka † Arhivirano 2005-08-29 na Wayback Machine. |
| 10334 Gibbon           | 1991 PG5       | Edward Gibbon (1737 – 1794), britanski zgodovinar, pisec knjige Vzpon in padec rimskega imerija † |
| 10340 Jostjahn         | 1991 RT40      | Jost Jahn, nemški ljubiteljski astronom † ‡ |
| 10343 Church           | 1991 VW8       | Frederic Edwin Church, ameriški slikar † |
| 10346 Triathlon        | 1992 GA1       | Triatlon, športno tekmovanje competition* |
| 10347 Murom            | 1992 HG4       | zgodovinsko mesto Murom, Rusija, na levi strani reke Oka † |
| 10348 Poelchau         | 1992 HL4       | Harald Poelchau, nemški teolog, socialist, humanist, jetniški kaplan v Tegelu (Berlin) * |
| 10350 Spallanzani      | 1992 OG2       | Lazzaro Spallanzani (1729 – 1799), italijanski biolog, predhodnik Pasteurja † |
| 10351 Seiichisato      | 1992 SE1       | * |
| 10352 Kawamura         | 1992 UO3       | * |
| 10353 Momotaro         | 1992 YS2       | * |
| 10354 Guillaumebudé    | 1993 BU5       | Guillaume Budé (1467 – 1540), srednjeveški francoski učenjak * |
| 10355 Kojiroharada     | 1993 EQ        | * |
| 10356 Rudolfsteiner    | 1993 RQ4       | Rudolf Steiner (1861 – 1925), avstrijski filozof, pesnik, pisatelj, prevajalec * |
| 10358 Kirchhoff        | 1993 TH32      | Gustav Robert Kirchhoff (1824 – 1887), nemški fizik* |
| 10361 Bunsen           | 1994 PR20      | Robert Bunsen (1811 – 1899), nemški kemik* |
| 10364 Tainai           | 1994 VR1       | * |
| 10365 Kurokawa         | 1994 WL1       | * |
| 10366 Shozosato        | 1994 WD4       | * |
| 10367 Sayo             | 1994 YL1       | * |
| 10368 Kozuki           | 1995 CM1       | * |
| 10369 Sinden           | 1995 CE2       | * |
| 10370 Hylonome         | 1995 DW2       | * |
| 10371 Gigli            | 1995 DU3       | Paolo Gigli, soodkritelj asteroida in ustanovitelj Observatorija Pian dei Termini † Arhivirano 2008-08-01 na Wayback Machine. |
| 10372 Moran            | 1995 FO10      | * |
| 10373 MacRobert        | 1996 ER        | * |
| 10374 Etampes          | 1996 GN19      | občina Etampes, Francija † |
| 10375 Michiokuga       | 1996 HM1       | Mičio Kuga, matematik * |
| 10376 Chiarini         | 1996 KW        | * |
| 10378 Ingmarbergman    | 1996 NE5       | Ingmar Bergman, švedski gledališki in filmski režiser * |
| 10379 Lake Placid      | 1996 OH        | vas Lake Placid v bližini jezera Lake Placid * |
| 10380 Berwald          | 1996 PY7       | Franz Adolf Berwald, švedski Romantic skladatelj* |
| 10381 Malinsmith       | 1996 RB        | Konrad Gayelord Malin-Smith, Ljubiteljski astronom and life-member of the Croydon Astronomical Society |
| 10382 Hadamard         | 1996 RJ3       | Jacques Salomon Hadamard (1865 – 1963), francoski matematik po katerem se imenuje Hadamardova transformacija * |
| 10385 Amaterasu        | 1996 TL12      | * |
| 10386 Romulus          | 1996 TS15      | Romul, eden izmed dvojčkov, ustanoviteljev Rima * |
| 10387 Bepicolombo      | 1996 UQ        | Giuseppe 'Bepi' Colombo (1920 – 1984), italijanski astronom † |
| 10388 Zhuguangya       | 1996 YH3       | * |
| 10389 Robmanning       | 1997 LD        | * |
| 10390 Lenka            | 1997 QD1       | * |
| 10392 Brace            | 1997 RP7       | * |
| 10395 Jirkahorn        | 1997 SZ1       | * |
| 10399 Nishiharima      | 1997 UZ8       | * |
| 10400 Hakkaisan        | 1997 VX        | * |
| 10401–10500            |                | |
| 10403 Marcelgrün       | 1997 WU3       | Marcel Grün, češki astronom † |
| 10404 McCall           | 1997 WP14      | Gerald Joseph Home McCall, avstralski strokovnjak za meteorite (meteoritik)* |
| 10405 Yoshiaki         | 1997 WT23      | * |
| 10412 Tsukuyomi        | 1997 YO4       | * |
| 10413 Pansecchi        | 1997 YG20      | * |
| 10415 Mali Lošinj      | 1998 UT15      | Mali Lošinj, hrvaški in mesto, ki je znano po navtični šoli in po Astronomski družbi "Leo Brenner" † |
| 10416 Kottler          | 1998 VA32      | * |
| 10421 Dalmatin         | 1999 AY6       | Herman Koroški (okoli 1100 – okoli 1160) (Hermanus Dalmata), slovenski ali hrvaški filozof, astronom, astrolog, matematik, meteorolog, prevajalec in pisatelj † |
| 10423 Dajčić           | 1999 BB        | Mario Dajčić, hrvaški ljubiteljski astronom, graditelj teleskopov, vzgojitelj, ustanovitelj Astronomske družbe Pule † |
| 10424 Gaillard         | 1999 BD5       | * |
| 10425 Landfermann      | 1999 BE6       | * |
| 10426 Charlierouse     | 1999 BB27      | * |
| 10427 Klinkenberg      | 2017 P-L       | Dirk Klinkenberg, nizozemski matematik in astronom, odkritelj večjega števila kometov † |
| 10428 Wanders          | 2073 P-L       | Adriaan Wanders, nizozemski astronom in pisatelj † |
| 10429 van Woerden      | 2546 P-L       | Hugo van Woerden, nizozemski astronom † |
| 10430 Martschmidt      | 4030 P-L       | Maarten Schmidt (rojen 1929), na Nizozemskem rojen ameriški astronom † |
| 10431 Pottasch         | 4042 P-L       | Stuart R. Pottasch, nizozemski astronom † |
| 10432 Ullischwarz      | 4623 P-L       | Ulrich Schwarz, nizozemski astronom † |
| 10433 Ponsen           | 4716 P-L       | Jaap Ponsen, nizozemski astronom † |
| 10434 Tinbergen        | 4722 P-L       | Jaap Tinbergen, nizozemski astronom † |
| 10435 Tjeerd           | 6064 P-L       | Tjeerd van Albada, nizozemski astronom † |
| 10436 Janwillempel     | 6073 P-L       | Jan Willem Pel, nizozemski astronom † |
| 10437 van der Kruit    | 6085 P-L       | Pieter van der Kruit, nizozemski astronom † |
| 10438 Ludolph          | 6615 P-L       | Ludolph van Ceulen (1540 – 1610), nizozemski matematik, ki je izračunal število Π na 35 decimalnih mest natančno † |
| 10439 van Schooten     | 6676 P-L       | Frans van Schooten (1615 – 1660), nizozemski matematik † |
| 10440 van Swinden      | 7636 P-L       | Jean van Swinden, nizozemski fizik † |
| 10441 van Rijckevorsel | 9076 P-L       | Elie van Rijckevorsel, ki je sodeloval pri prvem geomagnetnem pregledu na Nizozemskem † |
| 10442 Biezenzo         | 4062 T-1       | Cornelis Biezenzo, nizozemski fizik † |
| 10443 van der Pol      | 1045 T-2       | Balthasar van der Pol (1889 – 1959), nizozemski eksperimentalni fizik † |
| 10444 de Hevesy        | 3290 T-2       | George de Hevesy (1885 – 1966), madžarski]] kemik † Arhivirano 2004-10-27 na Wayback Machine. |
| 10445 Coster           | 4090 T-2       | Dirk Coster (1889 – 1950), nizozemski kemik in soodkritelj elementa hafnij † |
| 10446 Siegbahn         | 3006 T-3       | Karl Manne Georg Siegbahn (1886 – 1978), švedski fizik, dobitnik Nobelove nagrade za fiziko leta 1981 * |
| 10447 Bloembergen      | 3357 T-3       | Nicolaas Bloembergen, nizozemski fizik, dobitnik Nobelove nagrade za fiziko leta 1981 † |
| 10448 Schawlow         | 4314 T-3       | Arthur Leonard Schawlow, ameriški fizik, dobitnik Nobelove nagrade za fiziko leta 1981 * |
| 10449 Takuma           | 1936 UD        | * |
| 10450 Girard           | 1967 JQ        | Terrence Girard, ameriški astronom † |
| 10452 Zuev             | 1976 SQ7       | * |
| 10453 Banzan           | 1977 DY3       | * |
| 10454 Vallenar         | 1978 NY        | * |
| 10455 Donnison         | 1978 NU3       | John Richard Donnison, britanski astronom † Arhivirano 2008-08-04 na Wayback Machine. |
| 10456 Anechka          | 1978 PS2       | * |
| 10457 Suminov          | 1978 QE2       | * |
| 10458 Sfranke          | 1978 RM7       | Sigbrit Franke, švedski vzgojitelj † Arhivirano 2008-08-04 na Wayback Machine. |
| 10459 Vladichaika      | 1978 SJ5       | Vladimir Dmitrievič Čajka, ukrajinski pomorski arhitekt † |
| 10478 Alsabti          | 1981 WO        | Athem Alsabti, iraški astronom* |
| 10481 Esipov           | 1982 QK3       | * |
| 10482 Dangrieser       | 1983 RG2       | Daniel Grieser (1926–1999), ameriški inženir optoke in ljubiteljski astronom* |
| 10483 Tomburns         | 1983 RP2       | * |
| 10484 Hecht            | 1983 WM        | * |
| 10487 Danpeterson      | 1985 GP1       | Daniel William Peterson, ameriški astronom* |
| 10498 Bobgent          | 1986 RG3       | Robert L. Gent, predsednik Astronomske lige (Astronomical League) in namestnik predsednika komisije za Mednarodne zveze za temno nebo (International Dark-Sky Association) *                                                                                                  |
| 10500 Nishi-koen       | 1987 GA        | * |
| 10501–10600            |                | |
| 10501 Ardmacha         | 1987 OT        | irsko gelski izraz za mesto Armagh na severni Irski irski.asteroids/ † |
| 10502 Armaghobs        | 1987 QF6       | Observatorij Armagh, Irska † Arhivirano 2005-11-27 na Wayback Machine. |
| 10504 Doga             | 1987 UF5       | Evgenii Dmitrievich Doga, ruski skladatelj † |
| 10506 Rydberg          | 1988 CW4       | Johannes Rydberg (1854 – 1919), švedski fizik po katerem se imenuje Rydbergova konstanta † |
| 10509 Heinrichkayser   | 1989 GD4       | Heinrich Gustav Johannes Kayser (1853 – 1940), nemški fizik, ki je prvi dokazal, da zemeljska atmosfera vsebuje tudi helij † |
| 10510 Maxschreier      | 1989 GQ4       | Max Schreier, v Avstriji rijen bolivijski astronom, ustanovitelj observatorija v Santi Ani in v Patacamaji in avtor dela Einstein desde los Andes de Bolivia † Arhivirano 2012-02-14 na Wayback Machine. † Arhivirano 2012-02-14 na Wayback Machine.                          |
| 10515 Old Joe          | 1989 UB3       | Joseph Chamberlain Memorial Clock Tower z vzdevkom na Univerzi Birminghama* |
| 10516 Sakurajima       | 1989 VQ        | Mount Sakurajima, vulkan na južnem vrhu Kjuša v prefekturi Kagošima, Japonska. Govori se, da "spremeni barvo sedemkrat na dan" † Arhivirano 2007-09-28 na Wayback Machine. |
| 10523 D'Haveloose      | 1990 SM6       | * |
| 10524 Maniewski        | 1990 SZ7       | * |
| 10526 Ginkogino        | 1990 UK1       | Ginko Ogino (1851 – 1913), japonska zdravnica, prva ženska zdravnica na Japonskem † |
| 10529 Giessenburg      | 1990 WQ4       | Rudolf Charles d'Ablaing van Giessenburg, nizozemski pisatelj in prostozidar † |
| 10538 Torode           | 1991 VP2       | * |
| 10540 Hachigoroh       | 1991 VP4       | * |
| 10542 Ruckers          | 1992 CN3       | * |
| 10543 Klee             | 1992 DL4       | Paul Klee (1879 – 1940), švicarski umetnik * |
| 10544 Hörsnebara       | 1992 DA9       | Hörsne in Bara, župniji na Gotlandu, Švedska, leta 1883 sta bili združeni v eno župnijo † |
| 10546 Nakanomakoto     | 1992 FS1       | Makoto Nakano, japonskiastronom* |
| 10547 Yosakoi          | 1992 JF        | Josakoi, znana japonska ljudska pesem o pozabljeni ljubezni med menihom in deklico † |
| 10549 Helsingborg      | 1992 RM2       | občina Helsingborg, Švedska* |
| 10550 Malmö            | 1992 RK7       | mesto Malmö, Švedska* |
| 10551 Göteborg         | 1992 YL2       | mesto Göteborg, Švedska* |
| 10552 Stockholm        | 1993 BH13      | glavno mesto Stockholm, Švedska* |
| 10554 Västerhejde      | 1993 FO34      | župnija Västerhejde, Gotland, Švedska. † |
| 10555 Tagaharue        | 1993 HH        | * |
| 10557 Rowland          | 1993 RL5       | Henry Augustus Rowland, ameriški astronom* |
| 10558 Karlstad         | 1993 RB7       | mesto Karlstad, Švedska* |
| 10559 Yukihisa         | 1993 SJ1       | * |
| 10560 Michinari        | 1993 TN        | * |
| 10561 Shimizumasahiro  | 1993 TE2       | * |
| 10563 Izhdubar         | 1993 WD        | * |
| 10566 Zabadak          | 1994 AZ2       | * |
| 10568 Yoshitanaka      | 1994 CF1       | * |
| 10569 Kinoshitamasao   | 1994 GQ        | Masao Kinošita, japonski odkritelj pojava Kinošita † |
| 10570 Shibayasuo       | 1994 GT        | Jasuo Šiba, japonskiupravitelj podatkov pri japonski družbi za meteorje, specialist za ognjene krogle † |
| 10573 Piani            | 1994 WU1       | Franco Piani, italijanski ljubiteljski astronom † |
| 10577 Jihčesmuzeum     | 1995 JC        | Muzej južne Češke (Jihočezmuzeum) v mestu Češke Budejovice, Češka † |
| 10579 Diluca           | 1995 OE        | Roberto Di Luca, italijanski ljubiteljski opazovalec lunarnih in asteroidnih okultacij, vodja mreže Astronomskih observatorijev Univerze v Bologni in pogosti sodelavec skupine na Osservatorio San Vittore in Bologna †                                                      |
| 10581 Jeníkhollan      | 1995 OD1       | Jeník Hollan, češki astronom, okoljevarstvenik in zagovornik temnega neba † |
| 10582 Harumi           | 1995 TG        | Harumi Ikari, žena odkritelja † |
| 10583 Kanetugu         | 1995 WC4       | Kanetugu Naoe, japonski vojaški komandant iz 16. in 17. stoletja † |
| 10584 Ferrini          | 1996 GJ2       | Federico Ferrini, italijanski astronom na Univerzi v Pisi † Arhivirano 2008-08-01 na Wayback Machine. |
| 10585 Wabi-Sabi        | 1996 GD21      | A japonski estet gibanja minimalizma † |
| 10586 Jansteen         | 1996 KY4       | Jan Havickszoon Steen (okoli 1626 – 1679), nizozemski slikar † |
| 10587 Strindberg       | 1996 NF3       | Arthur Strindberg, švedski dramatik in romanopisec iz 19. in 20. stoletja † |
| 10588 Adamcrandall     | 1996 OE        | * |
| 10591 Caverni          | 1996 PD3       | * |
| 10596 Stevensimpson    | 1996 TS        | * |
| 10598 Markrees         | 1996 TT11      | * |
| 10601–10700            |                | |
| 10601 Hiwatashi        | 1996 UC        | * |
| 10604 Susanoo          | 1996 VJ        | * |
| 10605 Guidoni          | 1996 VC1       | Umberto Guidoni, italijanski astronavt † |
| 10606 Crocco           | 1996 VD1       | Gaetano Arturo Crocco (1877 – 1968), italijanski začetnik aeronavtike in vesoljskih znanosti † |
| 10607 Amandahatton     | 1996 VQ6       | * |
| 10608 Mameta           | 1996 VB9       | * |
| 10609 Hirai            | 1996 WC3       | * |
| 10612 Houffalize       | 1997 JR17      | občina Houffalize, Belgija, na reki Ourthe † |
| 10613 Kushinadahime    | 1997 RO3       | * |
| 10616 Inouetakeshi     | 1997 UW8       | * |
| 10617 Takumi           | 1997 UK24      | * |
| 10619 Ninigi           | 1997 WO13      | * |
| 10626 Zajíc            | 1998 AP8       | * |
| 10627 Ookuninushi      | 1998 BW2       | * |
| 10628 Feuerbacher      | 1998 BD5       | Berndt P. Feuerbacher, nemški fizik, vodilni na Inštitutu za vesoljske simulacije pri Nemškem vesoljskem centru v Colognu od leta 1981 † |
| 10633 Akimasa          | 1998 DP1       | * |
| 10634 Pepibican        | 1998 GM1       | Josef "Pepi" Bican, češki nogometaš * |
| 10637 Heimlich         | 1998 QP104     | * |
| 10638 McGlothlin       | 1998 SV54      | * |
| 10639 Gleason          | 1998 VV41      | * |
| 10642 Charmaine        | 1999 BF8       | Charmaine Wilkerson, v Ameriki rojen pisatelj, ki ga je odkril astronom Andrea Boattini † |
| 10645 Brač             | 1999 ES4       | otok Brač (Hrvaška), kraj, kjer se nahaja Observatorij pustinja Blaca † |
| 10646 Machielalberts   | 2077 P-L       | Machiel Alberts, eden izmed prvih ljudi na Nizozemskem, ki so fotografirali meteor † |
| 10647 Meesters         | 3074 P-L       | Piet Meesters, nizozemski ljubiteljski astronom † |
| 10648 Plancius         | 4089 P-L       | Petrus Plancius (Pieter Platevoet), nizozemski kartograf in astronom pri družbi za Nizozemsko Vzhodno Indijo (danes Indonezija) † |
| 10649 VOC              | 4098 P-L       | kratica za Verenigde Oostindische Compagnie, nizozemski izraz za Družbo za Nizozemsko Vzhodno Indijo † |
| 10650 Houtman          | 4110 P-L       | Frederick de Houtman, nizozemski navigator, ki je potoval v Vzhodno Indijo (danes Indonezija) v letu 1595 kot pomočnik Pietera Dirkszoona Keyserja † |
| 10651 van Linschoten   | 4522 P-L       | Jan Huyghen van Linschoten, nizozemski kartograf in vohun Družbe za Nizozemsko Vzhodno Indijo † |
| 10652 Blaeu            | 4599 P-L       | Willem Janszoon Blaeu, nizozemski kartograf in hidrograf pri Družbi za Nizozemsko Vzhodno Indijo † |
| 10653 Witsen           | 6030 P-L       | Nicolaas Witsen, nizozemski župan Amsterdama in član predsedstva Družbe za Nizozemsko Vzhodno Indijo † |
| 10654 Bontekoe         | 6673 P-L       | Willem Ysbrants Bontekoe, kapitan pri Družbi za Nizozemsko Vzhodno Indijo, njegova ladja se je raztreščila na stotisoče kosov na svoji poti proti Vzhodni Indiji (danes Indonezija) †                                                                                         |
| 10655 Pietkeyser       | 9535 P-L       | Pieter Dirkszoon Keyser, nizozemski navigator, ki je potoval proti Vzhodni Indiji (danes Indonezija) v letu 1595 skupaj s Frederikom de Houtmanom kot pomočnik † |
| 10656 Albrecht         | 2213 T-1       | Carl Theodor Albrecht (1843-1915), nemški astronom in geodet, prvi direktor Mednarodnega servisa za zemljepisno širino † Arhivirano 2004-12-29 na Wayback Machine. |
| 10657 Wanach           | 2251 T-1       | Bernhard Karl Wanach (1867-1928), v Latviji rojen astronom in geodet, drugi direktor Mednarodnega servisa za zemljepisno širino † Arhivirano 2004-12-29 na Wayback Machine.                                                                                                   |
| 10658 Gretadevries     | 2281 T-1       | * |
| 10659 Sauerland        | 3266 T-1       | Sauerland, nemška kmečka gričevnata pokrajina * |
| 10660 Felixhormuth     | 4348 T-1       | Felix Hormuth, nemški astronom † |
| 10661 Teutoburgerwald  | 1211 T-2       | gozd Teutoburgerwald, Nemčija* |
| 10662 Peterwisse       | 3201 T-2       | Peter Wisse, nizozemski skrbnik v "Museonu", nizozemskem Centru za izobraževalne razstave † |
| 10663 Schwarzwald      | 4283 T-2       | z gozdovi pokrita pokrajina Schwarzwald, Nemčija* |
| 10664 Phemios          | 5187 T-2       | * |
| 10665 Ortigão          | 3019 T-3       | * |
| 10666 Feldberg         | 4171 T-3       | * |
| 10667 van Marxveldt    | 1975 UA        | Cissy van Marxveldt (Setske de Haan) (1889 – 1948), nizozemski pisatelj, avtor romana Joop ter Heul, ki je namenjen najstnicam; Anne Frank je namenila svoj dnevnik eni izmed izmišljenih oseb iz tega romana †                                                               |
| 10669 Herfordia        | 1977 FN        | * |
| 10670 Seminozhenko     | 1977 PP1       | * |
| 10671 Mazurova         | 1977 RR6       | * |
| 10672 Kostyukova       | 1978 QE        | * |
| 10675 Kharlamov        | 1978 VE15      | * |
| 10676 Jamesmcdanell    | 1979 MD2       | * |
| 10681 Khture           | 1979 TH2       | * |
| 10683 Carter           | 1980 LY        | * |
| 10684 Babkina          | 1980 RV2       | * |
| 10685 Kharkivuniver    | 1980 VO        | Nacionalna univerza V. N. Karazina v Harkovu ( ukrajinsko Харківський національний університет імені В. Н. Каразіна, rusko В. Н. Каразіна Харківський Національний Університет) v mestu Harkov (ukrajinsko Харкив) v Ukrajini                                                 |
| 10701–10800            |                | |
| 10702 Arizorcas        | 1981 QD        | * |
| 10709 Ottofranz        | 1982 BE1       | Otto Gustav Franz, ameriški astronom* |
| 10711 Pskov            | 1982 TT2       | * |
| 10712 Malashchuk       | 1982 UE6       | Valentina Mihailovna Malaščuk, glavna računovodkinja na Astrofizikalnem observatoriju Krima † |
| 10713 Limorenko        | 1982 UZ9       | Leonid Pavlovich Limorenko, pomočnik direktorja na Astrofizikalnem observatoriju Krima † |
| 10715 Nagler           | 1983 RL4       | Al Nagler, oblikovalec optičnih naprav † |
| 10716 Olivermorton     | 1983 WQ        | * |
| 10717 Dickwalker       | 1983 XC        | * |
| 10718 Samus'           | 1985 QM5       | * |
| 10719 Andamar          | 1985 TW        | sestavljeno iz imen Anne in David Marren, ki sta bila dolgoletna prijatelja odkritelja † |
| 10720 Danzl            | 1986 GY        | * |
| 10721 Tuterov          | 1986 QO4       | * |
| 10722 Monari           | 1986 TB        | * |
| 10725 Sukunabikona     | 1986 WB        | * |
| 10726 Elodie           | 1987 BS2       | Élodie Bouteille, francoska prijateljica odkritelja ? † |
| 10727 Akitsushima      | 1987 DN        | * |
| 10729 Tsvetkova        | 1987 RU5       | * |
| 10730 White            | 1987 SU        | Nathaniel Miller White, ameriški astronom † |
| 10733 Georgesand       | 1988 CP1       | George Sand, francoski pisatelj * |
| 10734 Wieck            | 1988 CT4       | * |
| 10739 Lowman           | 1988 JB1       | * |
| 10740 Fallersleben     | 1988 RX2       | August Heinrich Hoffmann von Fallersleben, nemški pesnik in filolog, ki je sestavil Nemško himno (Das Lied der Deutschen)* |
| 10745 Arnstadt         | 1989 AK6       | mesto Arnstadt, Nemčija* |
| 10746 Mühlhausen       | 1989 CE6       | mesto Mühlhausen, Nemčija* |
| 10747 Köthen           | 1989 CW7       | mesto Köthen, Nemčija* |
| 10749 Musäus           | 1989 GH8       | Johann Karl August Musäus (1735 - 17879, nemški folklorist in literarni kritik * |
| 10753 van der Velde    | 1989 WU4       | Henry Clemens van der Velde, belgijski umetnik in arhitekt * |
| 10760 Ozeki            | 1990 TJ3       | * |
| 10761 Lyubimets        | 1990 TB4       | mesto Ljubimec (bolgarsko Любимец), Bolgarija* |
| 10762 von Laue         | 1990 TC4       | Max von Laue (1879 – 1960), nemški fizik* |
| 10763 Hlawka           | 1990 TH13      | Edmund Hlawka (1916 – 2009), avstrijski matematik* |
| 10764 Rübezahl         | 1990 TK13      | * |
| 10767 Toyomasu         | 1990 UF1       | * |
| 10768 Sarutahiko       | 1990 UZ1       | Sarutahiko-no-Oh-Kami, (japonsko božanstvo v šintoizmu), čuvaj Zemlje* |
| 10769 Minas Gerais     | 1990 UJ5       | industrijska in rudarska pokrajina (dežela) Minas Gerais, Brazilija* |
| 10770 Belo Horizonte   | 1990 VU5       | glavno mesto Belo Horizonte v pokrajini Minas Gerais , Brazilija* |
| 10771 Ouro Prêto       | 1990 VK6       | Ouro Preto, starodavno glavno mesto pokrajine Minas Gerais, Brazilija* |
| 10774 Eisenach         | 1991 AS2       | mesto Eisenach, Nemčija * |
| 10775 Leipzig          | 1991 AV2       | mesto Leipzig, Nemčija * |
| 10776 Musashitomiyo    | 1991 CP1       | Musašitomijo, vrsta zeta (ribe) ( rod Pungitius sp.), ki se ga vidi samo na reki Kumagaja, naravno bogastvo Japonske † |
| 10778 Marcks           | 1991 GN10      | Gerhard Marcks (1889 – 1981), nemški kipar * |
| 10780 Apollinaire      | 1991 PB2       | Guillaume Apollinaire (1880 – 1918), francoski pesnik* |
| 10781 Ritter           | 1991 PV31      | * |
| 10782 Hittmair         | 1991 RH4       | * |
| 10784 Noailles         | 1991 RQ11      | Noailles, ime večjega števila občin v Franciji* |
| 10785 Dejaiffe         | 1991 RD12      | René Dejaiffe, belgijski astronom* |
| 10786 Robertmayer      | 1991 TC3       | Robert Mayer (1879 – 1985), glasbeni dobrotnik * |
| 10787 Ottoburkard      | 1991 TL3       | Otto Burkard, avstrijski geofizik in začetnik vesoljskih raziskav v Avstriji * |
| 10789 Mikeread         | 1991 VL10      | * |
| 10792 Ecuador          | 1992 CQ2       | država Ekvador* |
| 10793 Quito            | 1992 CU2       | mesto Quito, Ekvador* |
| 10797 Guatemala        | 1992 GO4       | država Gvatemala* |
| 10799 Yucatán          | 1992 OY2       | država Yucatán, Mehika * |
| 10801–10900            |                | |
| 10801 Lüneburg         | 1992 SK26      | * |
| 10802 Masamifuruya     | 1992 UL6       | * |
| 10803 Caléyo           | 1992 UK9       | Jose M. Caléyo, kubanski jazz skladatelj † |
| 10804 Amenouzume       | 1992 WN3       | * |
| 10805 Iwano            | 1992 WG5       | * |
| 10806 Mexico           | 1993 FA2       | država Mehika* |
| 10807 Uggarde          | 1993 FT4       | Uggarde Rojr, koničasti kup kamenja na otoku Gotland, Švedska † Arhivirano 2008-08-04 na Wayback Machine. |
| 10808 Digerrojr        | 1993 FT5       | Digerrojr, koničasti kup kamenja na otoku Gotland, Švedska † Arhivirano 2008-08-04 na Wayback Machine. |
| 10809 Majsterrojr      | 1993 FS14      | Majsterrojr, koničasti kup kamenja na otoku Gotland, Švedska † Arhivirano 2008-08-04 na Wayback Machine. |
| 10810 Lejsturojr       | 1993 FL15      | Lejsturojr, koničasti kup kamenja na otoku Gotland, Švedska † Arhivirano 2008-08-04 na Wayback Machine. |
| 10811 Lau              | 1993 FM19      | župnija Lau, jug otoka Gotland, Švedska † ‡ Arhivirano 2008-08-04 na Wayback Machine. |
| 10812 Grötlingbo       | 1993 FZ25      | župnija Grötlingbo, otok Gotland , Švedska † Arhivirano 2008-08-04 na Wayback Machine. ‡ |
| 10813 Mästerby         | 1993 FE31      | župnija Mästerby, otok Gotland, Švedska † Arhivirano 2008-08-04 na Wayback Machine. ‡ |
| 10819 Mahakala         | 1993 HG        | Mahakala ali "Veliki čas", ki je ena izmed destruktivnih pogledov Šive v vedskem hinduizmu † |
| 10820 Offenbach        | 1993 QN4       | Jacques Offenbach (1819 – 1880), francoski skladatelj* |
| 10821 Kimuratakeshi    | 1993 SZ        | * |
| 10822 Yasunori         | 1993 SK1       | * |
| 10823 Sakaguchi        | 1993 SM1       | * |
| 10825 Augusthermann    | 1993 SF4       | August Hermann Francke (1663 – 1727), nemški protestantski duhovnik * |
| 10827 Doikazunori      | 1993 TC3       | * |
| 10828 Tomjones         | 1993 TE5       | Tom Jones, astronavt* |
| 10830 Desforges        | 1993 UT6       | * |
| 10831 Takamagahara     | 1993 VM2       | * |
| 10832 Hazamashigetomi  | 1993 VN2       | * |
| 10834 Zembsch-Schreve  | 1993 VU5       | Guido Zembsch-Schreve, nizozemski tajni agent, ki je deloval za organizacijo Izvrševanje posebnih operacij (Special Operations Executive ali SOE), ki je bila aktivna me nemško zasedbo Francije med drugo svetovno vojno, preživel je koncentracijsko taborišče Buchenwlad † |
| 10835 Fröbel           | 1993 VB8       | Friedrich Wilhelm August Fröbel (1782 – 1852), nemški vzgojitelj * |
| 10837 Yuyakekoyake     | 1994 EJ1       | Jujakekojake, popularna japonska pesem † |
| 10838 Lebon            | 1994 EH7       | * |
| 10839 Hufeland         | 1994 GY9       | Christoph Wilhelm Hufeland (1762 – 1836), nemški zdravnik* |
| 10847 Koch             | 1995 AV4       | Heinrich Hermann Robert Koch, nemški zdravnik in dobitnik Nobelove nagrade * |
| 10850 Denso            | 1995 BU4       | * |
| 10856 Bechstein        | 1995 EG8       | Carl Bechstein (1826 – 1900), nemški izdelovalec klavirjev * |
| 10857 Blüthner         | 1995 EZ8       | Julius Blüthner (1824 – 1910), nemški izdelovalec klavirjev * |
| 10861 Ciske            | 1995 MG1       | Ciske Staring, član nizozemskega odporniškega gibanja med drugo svetovno vojno † |
| 10863 Oye              | 1995 QJ3       | * |
| 10864 Yamagatashi      | 1995 QS3       | * |
| 10865 Thelmaruby       | 1995 SO33      | Thelma Ruby, britanska igralka in pisateljica dram * |
| 10866 Peru             | 1996 NB4       | država Peru* |
| 10867 Lima             | 1996 NX4       | mesto Lima, Peru* |
| 10870 Gwendolen        | 1996 SY4       | Mary Gwendolen Ellery Read Aikman, odkriteljeva mati † Arhivirano 2005-08-29 na Wayback Machine. |
| 10872 Vaculík          | 1996 TJ9       | Ludvík Vaculík (rojen 1926), češki pisatelj in časnikar † |
| 10874 Locatelli        | 1996 TN19      | Pietro Antonio Locatelli (1695 – 1764), italijanski violinist in skladatelj † |
| 10875 Veracini         | 1996 TG28      | Francisco Maria Veracini (1690 – 1768), italijanski violinist in skladatelj † |
| 10878 Moriyama         | 1996 VV        | * |
| 10882 Shinonaga        | 1996 VG5       | * |
| 10884 Tsuboimasaki     | 1996 VD9       | * |
| 10885 Horimasato       | 1996 VE9       | * |
| 10886 Mitsuroohba      | 1996 VR30      | Mitsuro Ohba, japonski polarni raziskovalec † |
| 10888 Yamatano-orochi  | 1996 XT30      | * |
| 10891 Fink             | 1997 QR3       | * |
| 10894 Nakai            | 1997 SE30      | R. Carlos Nakai, glasbenik in kulturni antropolog s poreklom Navajo-Ute † |
| 10895 Aynrand          | 1997 TC18      | Ayn Rand, v Rusiji rojen ameriški filozof in romanopisec* |
| 10901–11000            |                | |
| 10907 Savalle          | 1997 XG5       | * |
| 10908 Kallestroetzel   | 1997 XH9       | * |
| 10914 Tucker           | 1997 YQ14      | * |
| 10918 Kodaly           | 1998 AS1       | Zoltán Kodály (1882 – 1967), madžarski skladatelj † Arhivirano 2005-08-16 na Wayback Machine. ‡ |
| 10921 Romanozen        | 1998 BC2       | * |
| 10924 Mariagriffin     | 1998 BU25      | Maria Anna Griffin, žena odkritelja Iana P. Griffina* |
| 10925 Ventoux          | 1998 BK30      | gora Ventoux, Francija* |
| 10927 Vaucluse         | 1998 BB42      | department Vaucluse, Francija* |
| 10928 Caprara          | 1998 BW43      | * |
| 10929 Chenfangyun      | 1998 CF1       | * |
| 10930 Jinyong          | 1998 CR2       | Jinyong (pisateljsko ime Louisa Čaja), kitajski pisatelj † |
| 10931 Ceccano          | 1998 DA        | * |
| 10932 Rebentrost       | 1998 DL1       | * |
| 10934 Pauldelvaux      | 1998 DN34      | Paul Delvaux, belgijski umetnik * |
| 10937 Ferris           | 1998 QW54      | Timothy Ferris, znanstveni pisatelj ali William D. Ferris, ameriški ljubiteljski astronom* |
| 10938 Lorenzalevy      | 1998 SW60      | * |
| 10943 Brunier          | 1999 FY6       | * |
| 10947 Kaiserstuhl      | 2061 P-L       | Kaiserstuhl, nemška veriga gričev * |
| 10948 Odenwald         | 2207 P-L       | Odenwald, nemška veriga gričev * |
| 10949 Königstuhl       | 3066 P-L       | Königstuhl, druga najvišja gora na področju Odenwald v Nemčiji, kraj, kjer je Deželni observatorij Heidelberg- Königstuhl (Landessternwarte Heidelberg-Königstuhl) in Astronomski inštitut Maxa-Plancka (Max-Planck-Institut für Astronomie) †                                |
| 10950 Albertjansen     | 4049 P-L       | Albert Jansen, nizozemski prvi direktor Planetarija v Hagu, pozneje je deloval kot ljubiteljski astronom v Južni Afriki † |
| 10951 Spessart         | 4050 P-L       | Spessart, nemška veriga gričev * |
| 10952 Vogelsberg       | 4152 P-L       | gorovje Vogelsberg, Nemčija * |
| 10953 Gerdatschira     | 4276 P-L       | Gerda Tschira, nemška ustanoviteljica in direktorica Muzeja Carla Boscha, Heidelberg, Nemčija † |
| 10954 Spiegel          | 4545 P-L       | Beate Spiegel, nemška direktorica funadacije Klausa Tschire † |
| 10955 Harig            | 5011 P-L       | Ludwig Harig, nemški pisatelj † |
| 10956 Vosges           | 5023 P-L       | gorovje Vogezi * |
| 10957 Alps             | 6068 P-L       | gorovje Alpe * |
| 10958 Mont Blanc       | 6188 P-L       | gora Mont Blanc * |
| 10959 Appennino        | 6579 P-L       | gorovje Apenini, Italija * |
| 10960 Gran Sasso       | 6580 P-L       | gora Gran Sasso ali Naciolnalni park Gran Sasso, Italija * |
| 10961 Buysballot       | 6809 P-L       | C. H. D. Buys Ballot, nizozemski meteorolog, ustanovitelj Nizozemskega kraljevega meteorološkega inštituta † |
| 10962 Sonnenborgh      | 9530 P-L       | Observatorij Sonnenborgh ustanovljen v letu 1853 v Utrechtu, kjer je bil najprej tudi Nizozemski kraljevi meteorološki inštitut † |
| 10963 van der Brugge   | 2088 T-1       | Aad van der Brugge, član Koninklijke Nederlandse Vereniging voor Weer- en Sterrenkunde (Nizozemska kraljeva meteorološka in astronomska družba) † |
| 10964 Degraaff         | 3216 T-1       | Willem de Graaff, nizozemski astronom in predavatelj † |
| 10965 van Leverink     | 3297 T-1       | Simon van Leverink, član Delovne skupine za meteorje pri Kraljevi nizozemski meteorološki in astronomski družbi † |
| 10966 van der Hucht    | 3308 T-1       | Karel A. van der Hucht, nizozemski astronom, leta 2003 je bil imenovan kot generalni sekretar pri IAU † |
| 10967 Billallen        | 4349 T-1       | William Henry Allen (1784 – 1813), ljubiteljski astronom † |
| 10968 Sterken          | 4393 T-1       | Christiaan Leo Sterken, belgijski astronom, raziskovalni direktor belgijskega fonda za znanstvene raziskavebelgijski in soustanovitelj Časopisa za astronomske podatke (Journal of Astronomical Data) †                                                                       |
| 10969 Perryman         | 4827 T-1       | Michael Perryman, nizozemski projektni znanstvenik pri misijah HIPPARCOS in GAIA, ki jih je pripravila Evropska vesoljska agencija † |
| 10970 de Zeeuw         | 1079 T-2       | Pieter Timotheus (Tim) de Zeeuw, nizozemski astrofizik, direktor Observatorija Leiden (Sterrewacht Leiden) v Nizozemski raziskovalni šoli astronomije † |
| 10971 van Dishoeck     | 1179 T-2       | Ewine Fleur van Dishoeck, nizozemski astronom, direktor Laboratorija Raymonda in Beverlyja Sacklerja za astrofiziko pri Observatoriju Leiden (Sterrewacht Leiden), dobitnik Spinozine nagrade †                                                                               |
| 10972 Merbold          | 1188 T-2       | Ulf Merbold, nemški fizik, prvi evropski astronavt, ki je izvajal raziskave na Spacelabu Evropske vesoljske agencije † |
| 10973 Thomasreiter     | 1210 T-2       | Thomas Reiter (rojen 1958), nemški poskusni pilot, prvi evropski astronavt, ki je opravil dolgotrajne misije na vesoljski postaji Mir in na Mednarodni vesoljski postaji † |
| 10974 Carolalbert      | 2225 T-2       | * |
| 10979 Fristephenson    | 4171 T-2       | Francis Richard Stephenson, britanski zgodovinar astronomije * |
| 10980 Breimer          | 4294 T-2       | Douwe Breimer (rojen 1943), nizozemski strokovnjak za farmacijo, rektor in predsednik Univerze v Leidenu † |
| 10981 Fransaris        | 1148 T-3       | Frans Saris, nizozemski atomski in molekularni fizik, dekan Univerze v Leidenu † |
| 10982 Poerink          | 2672 T-3       | Urijan Poerink, nizozemski raziskovalec meteorjev † |
| 10983 Smolders         | 3196 T-3       | Petrus L. L. Smolders, nizozemski znanstvenik, pisatelj in časnikar ter popularizator vesoljskih poletov in astronomije † |
| 10984 Gispen           | 3507 T-3       | Willem Hendrik Gispen, nizozemski nevrobiolog, rektor Univerze v Utrechtu v letih od 2001 do 2007, prispeval je k ustanovitvi Muzeja in observatorija v Sonnenborghu † |
| 10985 Feast            | 4017 T-3       | Michael Feast, astronom iz Južne Afrike † |
| 10986 Govert           | 4313 T-3       | Govert Schilling, nizozemski ljubiteljski astronom in znanstveni pisatelj, časnikar in polularizator astronomije † |
| 10988 Feinstein        | 1968 OL        | Alejandro Feinstein argentinski astronom, soustanovitelj Argentinske astronomske zveze (Asociación Argentina e Astronomía) † |
| 10989 Dolios           | 1973 SL1       | * |
| 10990 Okunev           | 1973 SF6       | German Grigorjevič Okunev (1931 – 19739), ruski skladatelj * |
| 10991 Dulov            | 1974 RY1       | * |
| 10992 Veryuslaviya     | 1974 SF        | Vera Ivanovna Čubenko, ukrajinska izdajateljica časopisa "Элита" (Elita) in njena sina Yury, časnikar in Vyacheslav Aleksandrovich Astrov-Čubenko (rusko Вячеслав Александрович Астров-Чубенко), časnikar in pisatelj †                                                       |
| 10997 Gahm             | 1978 RX7       | Gösta Gahm, švedski astronom † Arhivirano 2012-02-05 na Wayback Machine. |

| Predhodnik: 9501–10000 | Pomeni imen asteroidov Seznam asteroidov (10001-10250) Seznam asteroidov (10251-10500) Seznam asteroidov (10501-10750) Seznam asteroidov (10751-11000) | Naslednik: 11001–12000 |